# القانون الاداري لنيويورك
يحتوي القانون الإداري لمدينة نيويورك على القوانين المحلية المقننة من مدينة نيويورك، كما أنه يحتوي على 29 لقبا.
دستور نيويورك يعدد صلاحيات الحكومات المحلية، مثل القدرة على انتخاب الهيئة التشريعية واعتماد القوانين المحلية  والقانون المحلي يعادل الوضع بموجب قانون صدر من قبل الهيئة التشريعية (مع مراعاة بعض الاستثناءات والقيود) ويتفوق على الأشكال القديمة من التشريعات البلدية مثل المراسيم والقرارات والقواعد واللوائح.

## روابط خارجية
- New York City Administrative Code from New York Legal Publishing Corporation
- New York City Administrative Code from the Legislative Bill Drafting Commission
- New York City Administrative Code from FindLaw